# Breakforcist
Breakforcist (stylisé #breakforcist) est un jeu vidéo de type casse-briques développé et édité par Lucid Sheep Games, sorti en 2017 sur iOS.

## Système de jeu
Breakforcist est un casse-briques traditionnel dans la lignée de Breakout et dans lequel le joueur déplace la raquette en bas de l'écran à l'aide de son doigt. Les niveaux sont courts et s’enchaînent rapidement. Faire exploser des briques déclenche des explosions de couleur à l'écran.

## Accueil
- Canard PC : 7/10[2]
- Gamezebo : 4/5[3]
- Pocket Gamer : 8/10[1]